# Cotorreta dels cingles
La cotorreta dels cingles (Myiopsitta luchsi) és una espècie d'ocell de la família dels psitàcids que habita les valls Andins de Bolívia central, entre els 1000 i els 3000 metres.

## Taxonomia
Considerat tradicionalment una subespècie de la cotorreta pitgrisa, va ser separada d'ella per diversos autors seguint estudis com el de Russello et al. 2008